# Pegantha clara
Pegantha clara is een hydroïdpoliep uit de familie Solmarisidae. De poliep komt uit het geslacht Pegantha. Pegantha clara werd in 1909 voor het eerst wetenschappelijk beschreven door Bigelow. 